# What'd I Say
〈What'd I Say〉, 또는 〈What I Say〉는 레이 찰스의 미국 리듬 앤 블루스 노래이다. 싱글로서 두 개의 파트로 구성된 이 노래는, 최초의 솔 노래 중 하나다. 1958년의 어느 저녁 찰스와 그의 관현악단, 백업 싱어가 공연에서 전체 세트리스트를 연주했으나, 아직 시간이 남아 있자 즉석에서 지은 작품이다. 곡에 대한 관객의 반응이 워낙 열광적이었던지라 찰스는 자기 프로듀서에게 이것을 녹음할 것이라는 의향을 전했다.
R&B로서 전공의 히트를 기록한 이후로 노래는 찰스를 대중음악계 주류 영역으로 편입시켰고 그 자체로 R&B의 새로운 세부장르, 즉 소울을 개척시켰다. 1954년 〈I Got a Woman〉을 녹음했을 때부터 찰스가 사용한 요소가 마침내 하나로 뭉쳐진 순간이었다. 가스펠과 룸바의 영향력이 성적 은유와 엮어진 이 곡은 흑백 관중에게 아주 널리 알려졌을 뿐 아니라 아주 논쟁적으로 받아들여졌다. 처음 레이 찰스에게 골드 레코드를 안겨준 곡이며, R&B 및 로큰롤 역사에 영향력 있기로 손꼽히는 곡이다. 생전 찰스는 모든 콘서트의 마무리를 이 곡으로 했다. 2002년 국립 녹음 등재소에 추가되었고 롤링 스톤 "역대 가장 위대한 500곡" 10위를 차지했다.